# فرانسیس مور

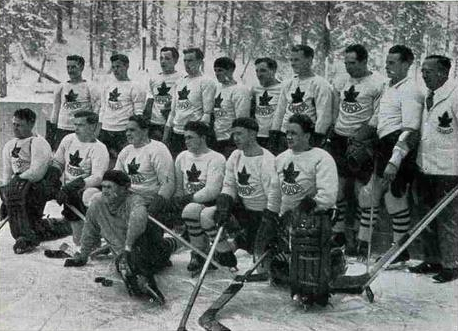
تیم هاکی روی یخ کانادا - المپیک زمستانی ۱۹۳۶

فرانسیس مور (انگلیسی: Francis Moore; ۲۹ اکتبر ۱۹۰۰ – ۲۱ ژانویهٔ ۱۹۷۶) بازیکن هاکی روی یخ اهل کانادا بود.